# Ordbok över folkmålen i övre Dalarna

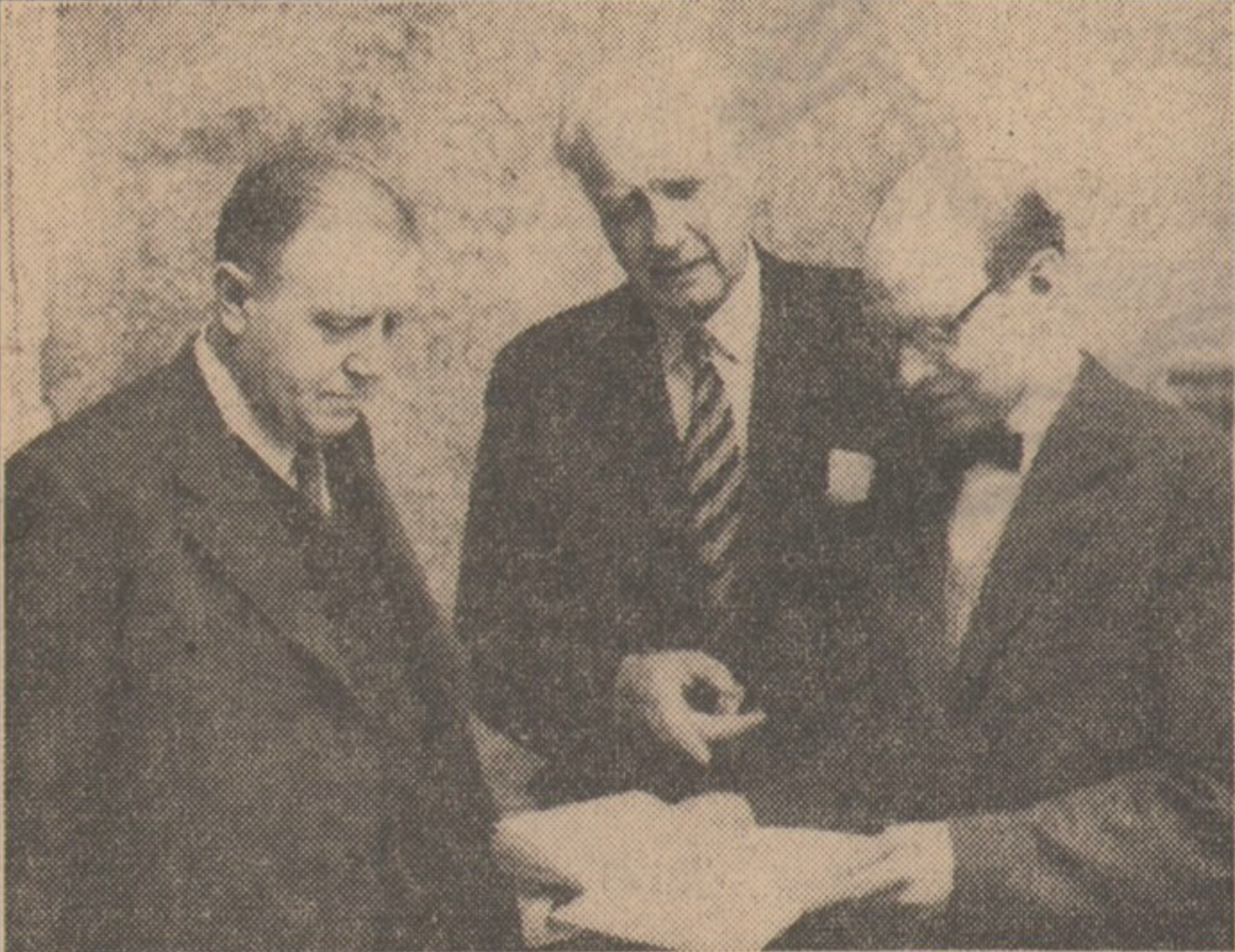
Folke Hedblom, Dag Strömbäck och Stig Björklund studerar det ombrutna korrekturet på ordbokens första ark.

Språkgrupper i Dalarna med de egentliga dalmålen i blått.

Ordbok över folkmålen i övre Dalarna (OÖD), även Dalmålsordboken, är ett omfattande ordbok över egentliga dalmål, det vill säga de traditionella dialekterna i Ovansiljan, Nedansiljan och Västerdalarna. Ordboken gavs ut av Institutet för språk och folkminnen (Isof), och utgår först och främst ifrån arkivmaterial i form av uppteckningar på kort som samlades in av dåvarande Landsmålsarkivet i Uppsala från 1920- till 1980-talet med äldre tiders dalmål i fokus.
I ordboken beskrivs varje ords olika uttal och betydelser, med exempelmeningar från olika socknar och med synonymer. Projektet påbörjades på 1940-talet av Lars Levander, som fram till sin död 1950 hann författa preliminära artiklar fram till och med artikeln skinväder. Det första häftet publicerades 1961, och det 45:e och sista texthäftet till och med ordet övre gavs ut 2021. 2022 utkom ordbokens sista häfte, med illustrationer.
Lars Levander var huvudansvarig för ordboken fram till sin död 1950 och efterföljdes av Stig Björklund som var huvudansvarig fram till 1989. Därefter fram till projektets slut 2022 var Kristina Hagren huvudansvarig. Bland tidigare medarbetare finns även Margareta Källskog och Gunnar Nyström.

## Historia
1909 disputerade dalmålsforskaren Lars Levander med en avhandling om älvdalskans ordböjning och syntax, efter fyra år av fältarbete i Åsen i Älvdalen. Han knöts senare till Landsmålsarkivet i Uppsala år 1920, där han ombads författa en grammatisk beskrivning över dialekterna i övre Dalarna, vilken publicerades i två band 1925 och 1928. Levander fortsatte under 1930-talet med att samla in material om ordförrådet i övre Dalarna tillsammans med flera andra upptecknare och ortsmeddelare, med avsikten att skriva en ordbok. Till sin hjälp hade man flera frågelistor i olika ämnen rörande landskapets kultur. Detta insamlade material registrerades i ett kartotek i Landsmålsarkivet och kom att bli grunden för ordboken.
1940 började Levander utifrån detta material att författa ett manuskript till vad som kom att bli OÖD, och antecknade var i materialet det fanns luckor. Utifrån dessa anteckningar kunde man senare komplettera materialet, vilket utfördes av bland andra Stig Björklund, Gun Björklund och dalmålsintresserade studenter. I slutet av 1940-talet drabbades Levander av leukemi, och han fortsatte sitt arbete med manuskriptet mestadels i sin bostad på landet. Där skrev han under tilltagande ohälsa ordboksartiklar med stöd av Stig Björklund fram till sin död den 27 april 1950. Då hade han kommit till ordet skinväder.
Efter 1950 tog Björklund över och fortsatte med att komplettera Levanders artiklar. För att ordboken skulle kunna hålla samma takt som tidigare fick man anlita nya medarbetare, bland annat Sigurd Fries som granskade alla växtnamn. I slutet av 1950-talet beslöt arkivets chef Dag Strömbäck att manuskriptet hade kommit så långt att utgivningen av ordboken kunde börja. Det planerades att utgivningen skulle ske i form av ett 80-sidigt häfte per år. Denna takt kunde hållas under hela Björkströms tid med hjälp av kompletterande assistans från bl.a. Erik Olof Bergfors och Rut Boström. Det första häftet A–Barka publicerades 1961.
1980 började Kristina Hagren som medarbetare i projektet och kom att främja ordbokens utgivning under 1980-talet. 1989 gavs ordbokens tredje band ut (t.o.m. häfte 28) med artiklar L–R. I samband med detta lämnade Björklund över huvudansvaret för ordboken, och förste arkivarie Margareta Källskog som tidigare hade ansvarat för arkivets utgivning av Ordbok över Laumålet på Gotland kom att bli samordnare för ordbokens redaktion. 1994 omkom Källskog i Estoniakatastrofen och därefter blev Kristina Hagren ansvarig för projektet. 2018 utkom det 44:e av 46 planerade häften, Vindhörd–Växtrig, och 2021 det 45:e och sista texthäftet, Växtväder–Övre. Det 46:e och sista häftet kom 2022 och innehåller illustrationer, det sista av fem sådana häften.

## Utgivning
Häfte 1–13 utgavs av Landsmåls- och folkminnesarkivet i Uppsala, häfte 14–37 av Dialekt- och folkminnesarkivet i Uppsala och 38–46 av Institutet för språk och folkminnen.

### Band I
- Häfte 1. A–Barka (Lars Levander, Stig Björklund), Uppsala 1961
- Häfte 2. Barka–Bogräs (Lars Levander, Stig Björklund), Uppsala 1963
- Häfte 3. Bogsera–Bröstsjuka (Lars Levander, Stig Björklund), Uppsala 1963
- Häfte 4. Bröstskrave–Dishorn (Lars Levander, Stig Björklund), Uppsala 1964
- Häfte 5. Disk–Dölja (Lars Levander, Stig Björklund), Uppsala 1965
- Häfte 6. Dölsk–Fjäre (Lars Levander, Stig Björklund), Uppsala 1966
- Häfte 7. Fjäre III–Fubbig (Lars Levander, Stig Björklund), Uppsala 1967
- Häfte 8. Fubbla–Föttling (Lars Levander, Stig Björklund), Uppsala 1968
- Häfte 9. Illustrationer A–F (Lars Levander, Stig Björklund), Uppsala 1970

### Band II
- Häfte 10. Gadd–Granlave (Lars Levander, Stig Björklund), Uppsala 1970
- Häfte 11 Granlöp–Gällsol (Lars Levander, Stig Björklund), Uppsala 1971
- Häfte 12. Gälma–Hejd (Lars Levander, Stig Björklund), Uppsala 1973
- Häfte 13. Hejda–Hårdnackad (Lars Levander, Stig Björklund), Uppsala 1974
- Häfte 14. Hårdnacke–Jag (Lars Levander, Stig Björklund), Uppsala 1976
- Häfte 15. Jaga–Klabbklubbe (Lars Levander, Stig Björklund), Uppsala 1977
- Häfte 16. Klabbmölja–Kolp (Lars Levander, Stig Björklund), Uppsala 1977
- Häfte 17. Kolpa–Kvarndel (Lars Levander, Stig Björklund), Uppsala 1979
- Häfte 18. Kvarndygn–Kövis (Lars Levander, Stig Björklund), Uppsala 1980
- Häfte 19. Illustrationer G–K (Lars Levander, Stig Björklund), Uppsala 1980

### Band III
- Häfte 20. Labb–Ljute (Lars Levander, Stig Björklund), Uppsala 1981
- Häfte 21. Ljutfågel–Lövåma (Lars Levander, Stig Björklund), Uppsala 1982
- Häfte 22. Mackaberus–M(j)ölning (Lars Levander, Stig Björklund), Uppsala 1983
- Häfte 23. M(j)ölningshus–Möla II (Lars Levander, Stig Björklund), Uppsala 1984
- Häfte 24. Mölig–Nät (Lars Levander, Stig Björklund), Uppsala 1985
- Häfte 25. Näta–Papperslösning (Lars Levander, Stig Björklund), Uppsala 1986
- Häfte 26. Papperspåse–Pöla (Lars Levander, Stig Björklund), Uppsala 1987
- Häfte 27. Pölig–Rum (Lars Levander, Stig Björklund), Uppsala 1988
- Häfte 28. Rum–Rövtrå (Lars Levander, Stig Björklund), Uppsala 1989
- Häfte 29. Illustrationer L–R (Lars Levander, Stig Björklund), Uppsala 1989

### Band IV
- Häfte 30. S–Skata (Lars Levander, Stig Björklund), Uppsala 1991
- Häfte 31. Skatben–Skriftsocka (Lars Levander, Stig Björklund), Uppsala 1993
- Häfte 32. Skrika–Skämmas (Lars Levander, Stig Björklund), Uppsala 1994
- Häfte 33. Skämne–Slå (Lars Levander, Stig Björklund), Uppsala 1995
- Häfte 34. Slå–Slo II (Lars Levander, Stig Björklund), Uppsala 1996
- Häfte 35. Snod–Spitkanna (Stig Björklund, Kristina Hagren), Uppsala 1998
- Häfte 36. Spitkapp–Sticka (Stig Björklund, Kristina Hagren, Gunnar Nyström), Uppsala 2000
- Häfte 37. Sticka I–Styppla (Stig Björklund, Kristina Hagren, Katharina Leibring, Gunnar Nyström), Uppsala 2002
- Häfte 38. Illustrationer S–Stupteln (Kristina Hagren), Uppsala 2010

### Band V
- Häfte 39. Stypplig–Syt (Kristina Hagren), Uppsala 2010
- Häfte 40. Syta–Till (Kristina Hagren), Uppsala 2013
- Häfte 41. Till–Tröskkarl (Kristina Hagren), Uppsala 2015
- Häfte 42. Tröskkona–Utanskave (Kristina Hagren), Uppsala 2015
- Häfte 43. Utanskriften–Vindhöra (Kristina Hagren), Uppsala 2017
- Häfte 44. Vindhörd–Växtrig (Kristina Hagren), Uppsala 2018
- Häfte 45. Växtväder–Övre (Kristina Hagren), Uppsala 2021
- Häfte 46. Illustrationer Styrkarl–Överdelsspänne (Kristina Hagren), Uppsala 2022